# Baronía de Champourcín
La baronía de Champourcín es un título nobiliario español creado por el rey Alfonso XIII en favor de Antonio Michels de Champourcin y Tafanell, como recuerdo de esta antigua dignidada francesa, mediante real decreto del 5 de julio de 1920 y despacho expedido el 31 de diciembre del mismo año.

## Barones de Champourcin
|                           | Titular                                       | Periodo                   |
| Creación por Alfonso XIII | Creación por Alfonso XIII                     | Creación por Alfonso XIII |
| ------------------------- | --------------------------------------------- | ------------------------- |
| I                         | Antonio Michels de Champourcin y Tafanell     | 1920-¿?                   |
| II                        | Jaime Michels de Campourcin y Morán de Loredo | 1982-¿?                   |
| III                       | Álvaro Klecker Alonso de Celada               | 2002-hoy                  |

## Historia de los barones de Champourcin
- Antonio Michels de Champourcin y Tafanell, I barón de Campourcín, Gran Cruz de Isabel la Católica y caballero del Real Cuerpo de la Nobleza de Cataluña, abogado y diputado a Cortes por Madrid.[1][3]

Casó con Ernestina Morán de Loredo y Castellanos, natural de Montevideo. El 16 de diciembre de 1982, previa solicitud cursada el 15 de marzo del mismo año y tras orden del 19 de julio para que se expida la correspondiente carta de sucesión (BOE del 18 de septiembre), le sucedió su hijo:
- Jaime Michels de Champourcin y Morán de Loredo (n. Madrid, 16 de noviembre de 1907), II barón de Champourcín.[7]

Casó con Eugenia Seifertova Zverinova, Grandes Cruces de Beneficencia con distintivos blanco y negro. El 19 de julio de 2002, previa orden del 24 de junio para que se expida la correspondiene carta de sucesión (BOE del 12 de julio), le sucedió su sobrino nieto:
- Álvaro Klecker Alonso de Celada, III barón de Champourcín.[6]

Casó con Isabel Ortega Pérez-Villanueva.[cita requerida]